# Hong Kong Sze Yap Commercial & Industrial Association
Hong Kong Sze Yap Commercial & Industrial Association is een ondernemersvereniging voor mensen die werkzaam zijn in de handel of industrie. De organisatie is in 1909 opgericht om de stem van ondernemers afkomstig van Siyi te laten bundelen. Siyi bestaat uit Taishan, Xinhui, Kaiping en Enping. Na de Tweede Wereldoorlog richtte de organisatie in Kowloon en Hongkong-eiland seculiere scholen op voor kinderen van immigranten afkomstig van Siyi. Toen hadden ze twee basisscholen. Tegenwoordig is er nog maar een van over. Wong Kin-Hi (黄乾禧) is de 31e voorzitter.

## Scholen
Middelbare school:
- HKSYCIA Wong Tai Shan Memorial College 香港四邑商工總會黃棣珊紀念中學
- HKSYC&IA Chan Nam Chong Memorial College 香港四邑商工總會陳南昌紀念中學

Basisschool:
- HKSYC&IA San Wui Commercial Society School 香港四邑商工總會新會商會學校[3]

Speciaal onderwijs:
- HKSYC&IA Chan Nam Chong Memorial School 香港四邑商工總會陳南昌紀念學校